# Monumenti paleocristiani di Ravenna
I monumenti paleocristiani di Ravenna sono un sito seriale inserito dall'UNESCO nella lista dei patrimoni dell'umanità dal 7 dicembre 1996. Il sito è costituito da otto monumenti risalenti al V e al VI secolo: il mausoleo di Galla Placidia, il battistero Neoniano, il battistero degli Ariani, la cappella Arcivescovile, la basilica di Sant'Apollinare Nuovo, il mausoleo di Teodorico, la basilica di San Vitale e la basilica di Sant'Apollinare in Classe.
L'inserimento di questi otto monumenti tra i patrimoni dell'umanità si deve a quattro ragioni: la qualità dei mosaici in essi contenuti (criterio 1), la testimonianza che questi offrono dei rapporti artistici e religiosi avvenuti tra il V e il VI secolo tra occidente e oriente (criterio 2), la presenza di mosaici caratterizzati da una miscela di stili propri della tradizione greco-romana e dell'iconografia cristiana (criterio 3) e in quanto costituiscono un compendio di arte e architettura religiosa e funeraria emblematica del VI secolo (criterio 4).

## Storia
Tra il II e il III secolo il porto di Ravenna, la cui costruzione si deve all'imperatore Augusto, divenne un'importante base militare che consentì alla città di elevare progressivamente il suo status. Per sfuggire alle minacce del sovrano visigoto Alarico nel 402 l'imperatore Onorio trasferì da Milano a Ravenna la capitale dell'Impero romano d'Occidente che per via della sua importanza fu arricchita di numerose opere monumentali, è infatti alla prima metà del V secolo che risalgono il mausoleo di Galla Placidia e il battistero Neoniano, ma nonostante ciò Ravenna fu dilaniata dalle continue lotte di potere che la condussero a un progressivo impoverimento generale. Oltre alle guerre intestine la città dovette affrontare anche il naturale fenomeno della subsidenza che provocò l'interramento della laguna che rese la zona paludosa e inutilizzabile il porto di Classe.
Ravenna rimase capitale dell'impero fino al 476 quando il re degli Eruli Odoacre depose il giovane Romolo Augusto, per poi mantenere il potere fino al 493 quando sopraggiunse il re goto Teodorico il Grande. Divenuta capitale del regno Ravenna conobbe un periodo di forte espansione, furono ampliate le mura, bonificate le paludi, ristrutturate le infrastrutture di epoca romana e costruiti molti edifici di culto tra cui il battistero degli Ariani, la cappella Arcivescovile, la basilica di Sant'Apollinare Nuovo e il mausoleo di Teodorico.
Con lo scoppio della guerra greco-gotica nel 540 il generale bizantino Belisario per conto dell'imperatore Giustiniano I conquistò Ravenna elevandola immediatamente a capitale dell'Esarcato d'Italia. La città divenne quindi un importante centro di scambio tra la cultura occidentale e quella orientale e, nonostante la subsidenza del suolo e il grave dissesto idrogeologico generatosi, il suo antico porto fu mantenuto in funzione. Giustiniano pose al soglio arcivescovile (primo nella storia) Massimiano, uomo a lui fedele che nel corso del suo mandato si preoccupò di rendere la città un importante centro culturale ecclesiastico al pari di Roma e Bisanzio, inaugurando edifici maestosi come la basilica di San Vitale e la basilica di Sant'Apollinare in Classe. La crescente importanza ed estensione dell’arcidiocesi di Ravenna, ormai autocefala e seconda solo a Roma, convinse nel 666 l'imperatore Costante II a emanare un privilegio che garantiva all'arcivescovato la piena giurisdizione sull'Emilia-Romagna. L'indipendenza e la potenza dell'arcidiocesi di Ravenna furono più volte oggetto di scontro con il papato, tanto che nel 680 l'arcivescovo Teodoro decise di abbandonare l'autocefalia provocando una serie di ribellioni e un progressivo indebolimento del potere arcivescovile, che fu poi soppresso nel 751 con la caduta dell'esarcato e la venuta del re longobardo Astolfo.

## Monumenti

### Mausoleo di Galla Placidia

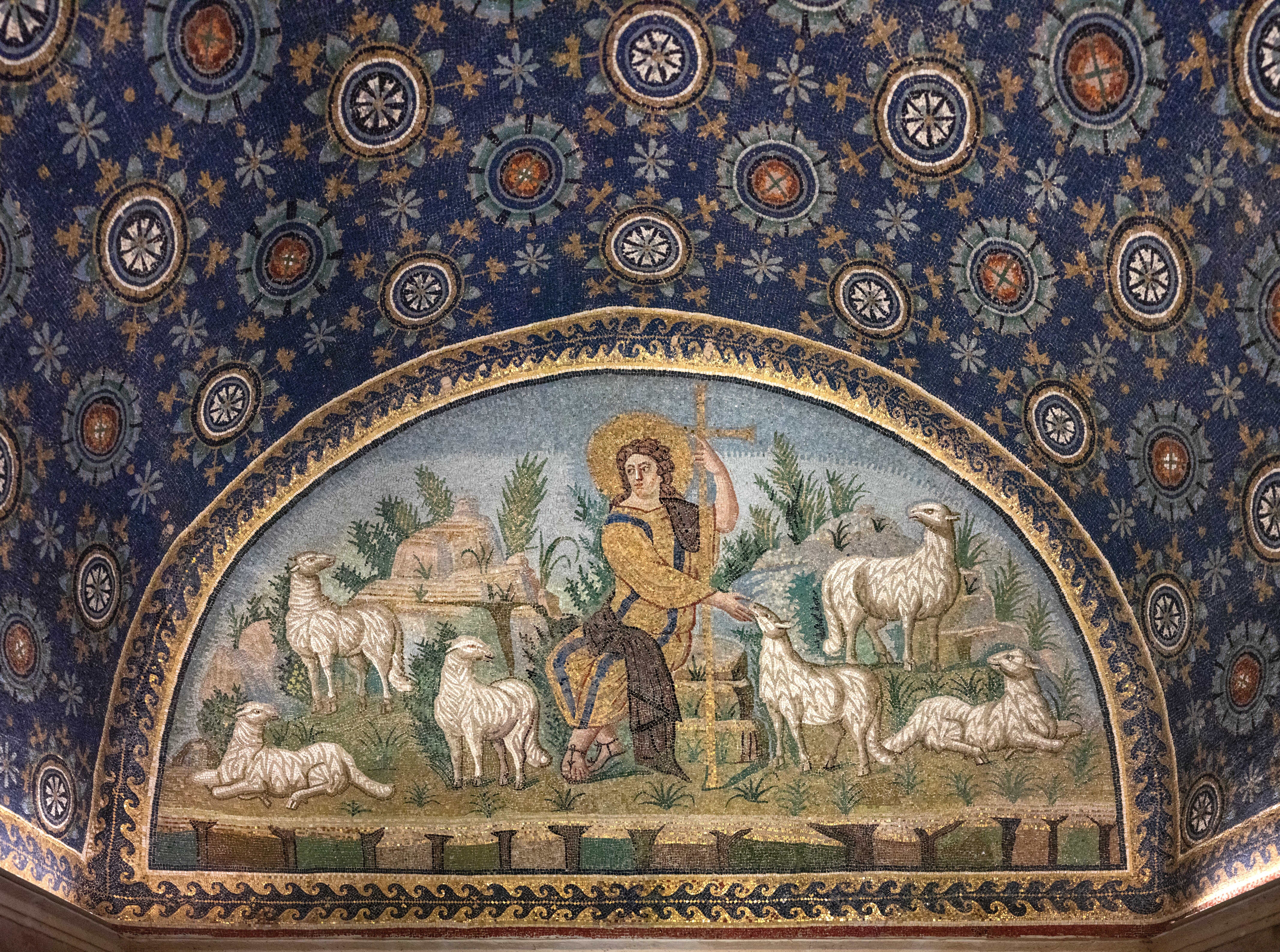
La lunetta sud rappresentante la pericope del Buon Pastore

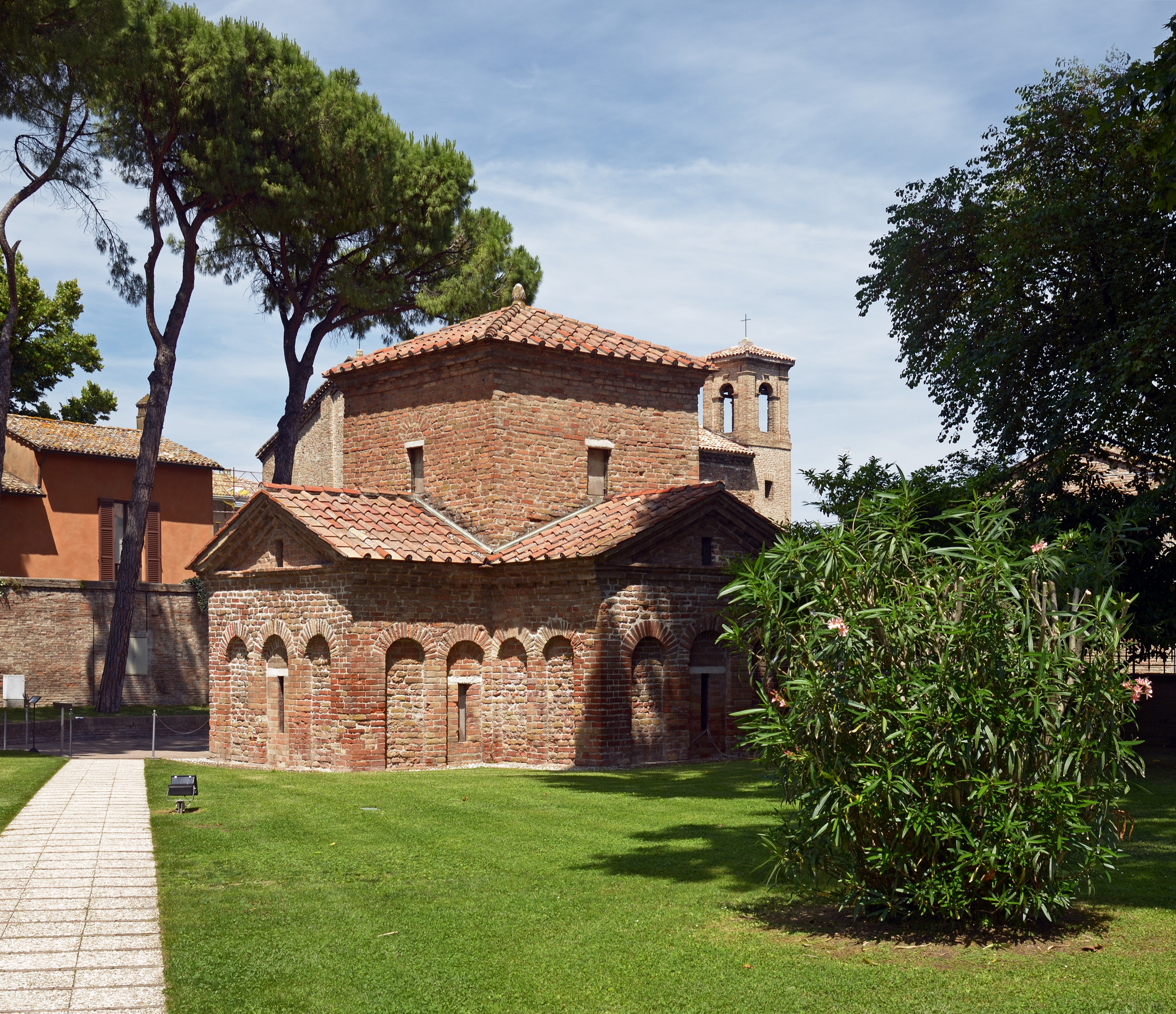
Il mausoleo di Galla Placidia

Il mausoleo fu commissionato nella prima metà del V secolo da Galla Placidia, sorella dell'imperatore Onorio e reggente per conto del figlio Valentiniano. L'edificio, precedentemente collegato alla chiesa di Santa Croce, probabilmente era un sacello dedicato a San Lorenzo che anche se costruito con la funzione di mausoleo non accolse mai le spoglie dell'imperatrice in quanto morì e fu sepolta a Roma. La pianta dell'edificio è a croce latina al centro della quale è presente una cupola sostenuta da quattro pennacchi e inclusa in una torretta quadrangolare.
Al centro della cupola si trova la croce immersa in un cielo stellato, mentre alle quattro estremità si trovano i simboli degli evangelisti. Le lunette della cupola rappresentano a coppie otto apostoli, tra cui Pietro e Paolo, con le braccia alzate in adorazione verso a croce, centro ideale dell'edificio.
Le quattro volte a botte lunettate seppur di breve lunghezza sono coperte da un tappeto di fiori su sfondo azzurro di chiara ispirazione orientale. Ai bracci spiccano le lunette nord e sud, con San Lorenzo e con il celebre Buon Pastore, cioè Cristo, raffigurato imberbe seduto su una roccia e circondato da pecore che si rivolgono tutte verso di lui. La lunetta ovest è decorata da cervi tra tralci di arbusti che cercano una fonte, la rappresentazione ricca di colori e ancora legata all'arte antica mostra l'abilità di rendere il volume e la disposizione realistica nello spazio dei corpi con figure in primo e in secondo piano.

### Battistero Neoniano

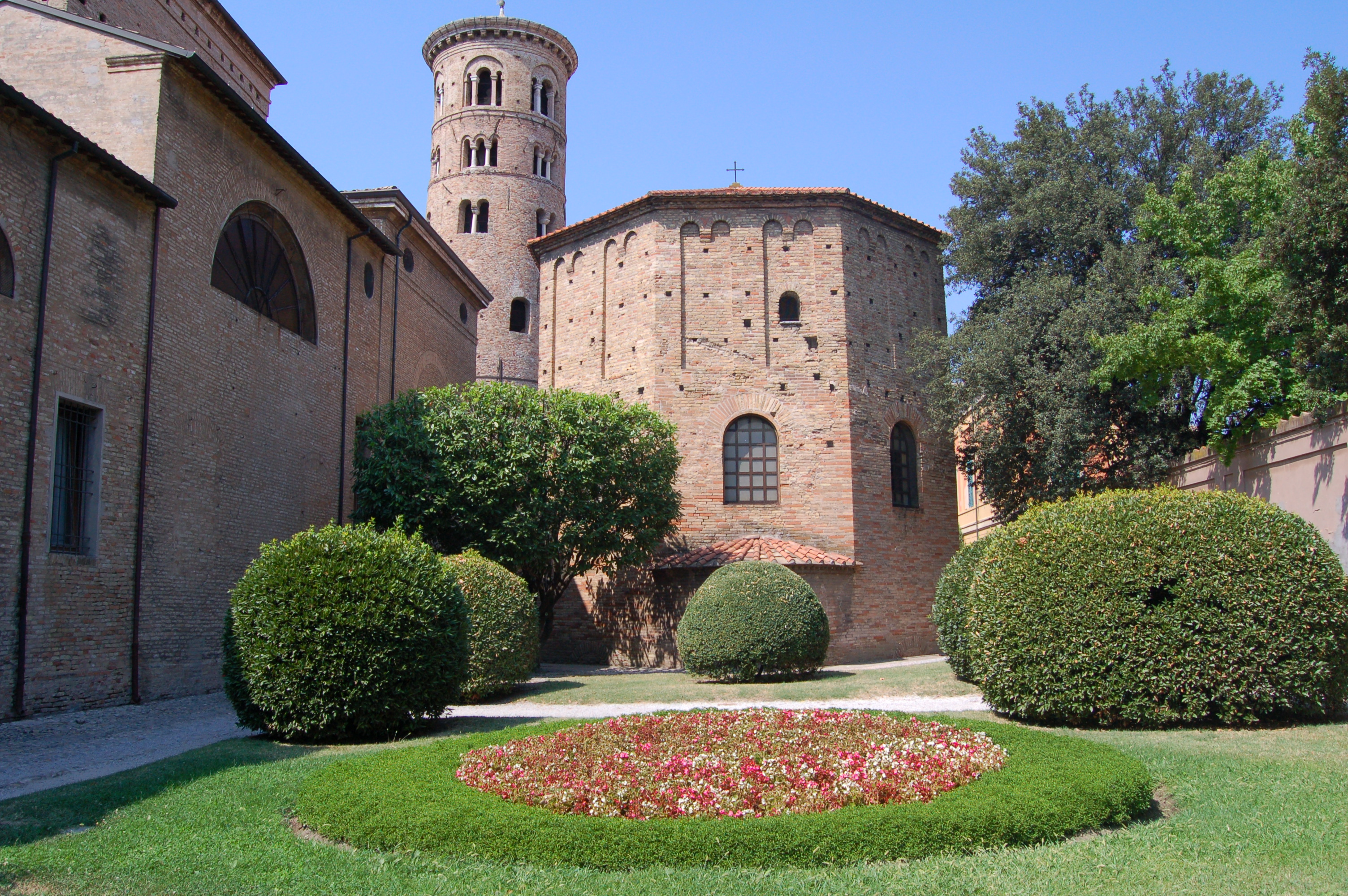
Il battistero Neoniano

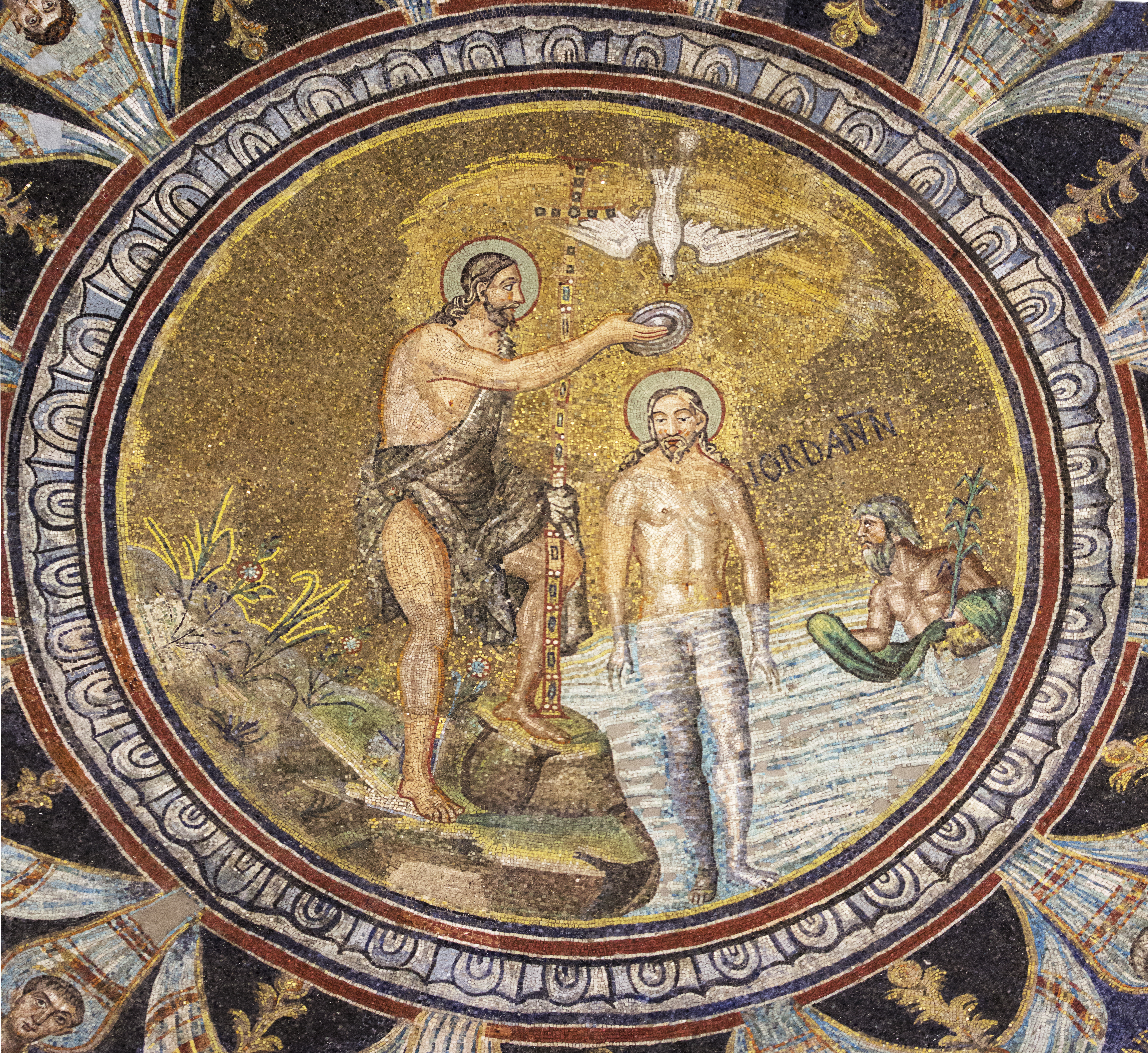
Il mosaico centrale della cupola battistero Neoniano

Posto nei pressi del duomo e coevo al mausoleo di Galla Placidia il battistero Neoniano deve il suo nome al vescovo Neone che nella seconda metà del V secolo finanziò la sua decorazione. Il battistero è conosciuto anche con il nome di "battistero degli Ortodossi", in modo da distinguerlo dal battistero degli Ariani eretto successivamente da Teodorico il Grande.
A pianta ottagonale, esternamente ha un semplice rivestimento in laterizio con lesene e arcate cieche che risalgono alla costruzione originaria, il soffitto a una cupola è interamente decorato a mosaico secondo tre disposizioni. L'anello esterno presenta una serie di finte architetture tripartite al centro delle quali si trovano otto altari di cui quattro con i vangeli aperti, la seconda fascia presenta i dodici apostoli su sfondo azzurro vestiti con toga e pallio, infine nel tondo centrale, su sfondo oro, si trova la scena del battesimo di Gesù con San Giovanni Battista nell'atto di somministrare il sacramento al Cristo immerso fino alla vita nel Giordano. Anche le pareti del battistero presentano una sfarzosa decorazione con stucchi, affreschi, mosaici e marmi policromi.

### Battistero degli Ariani

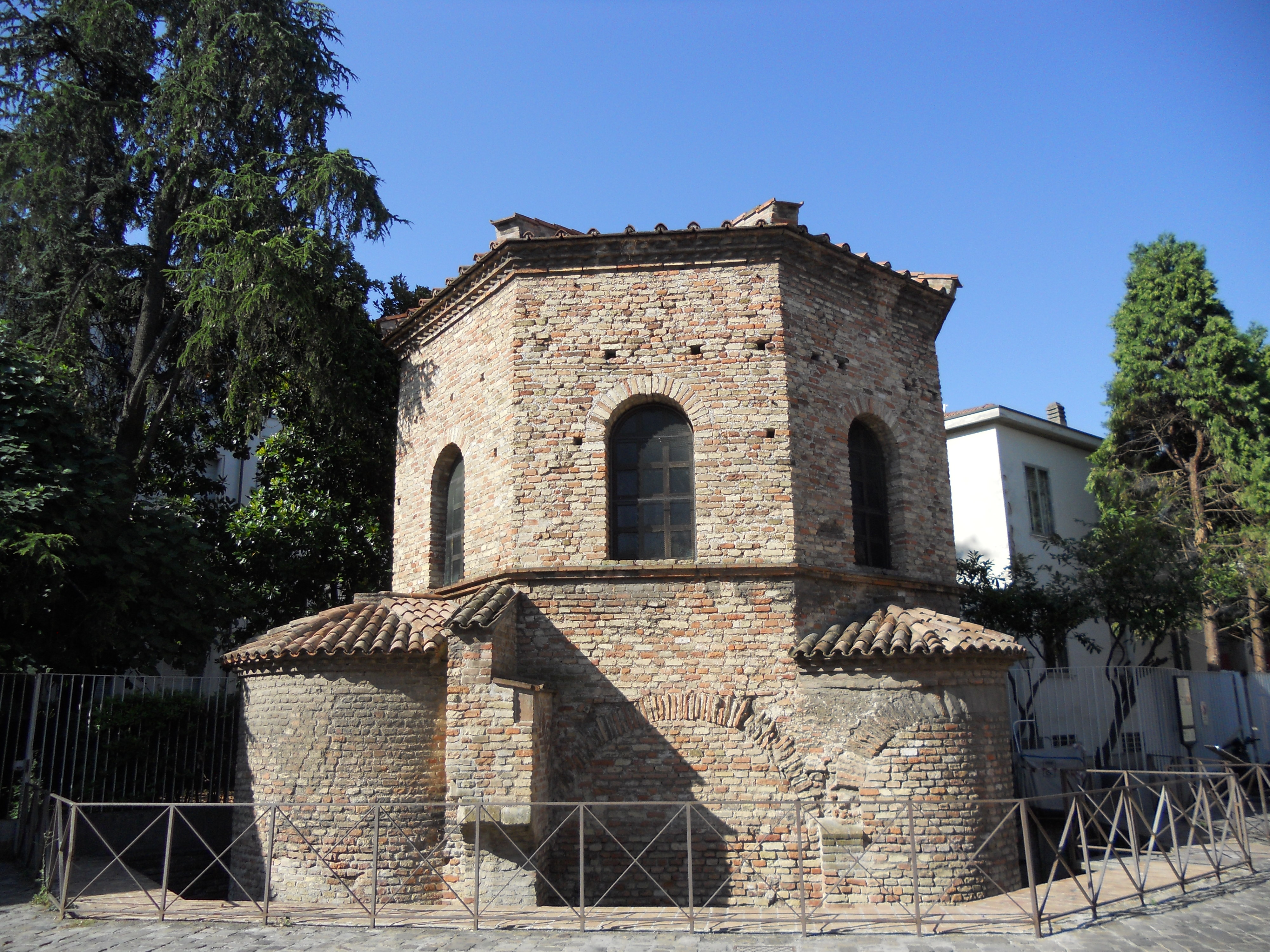
Il battistero degli Ariani

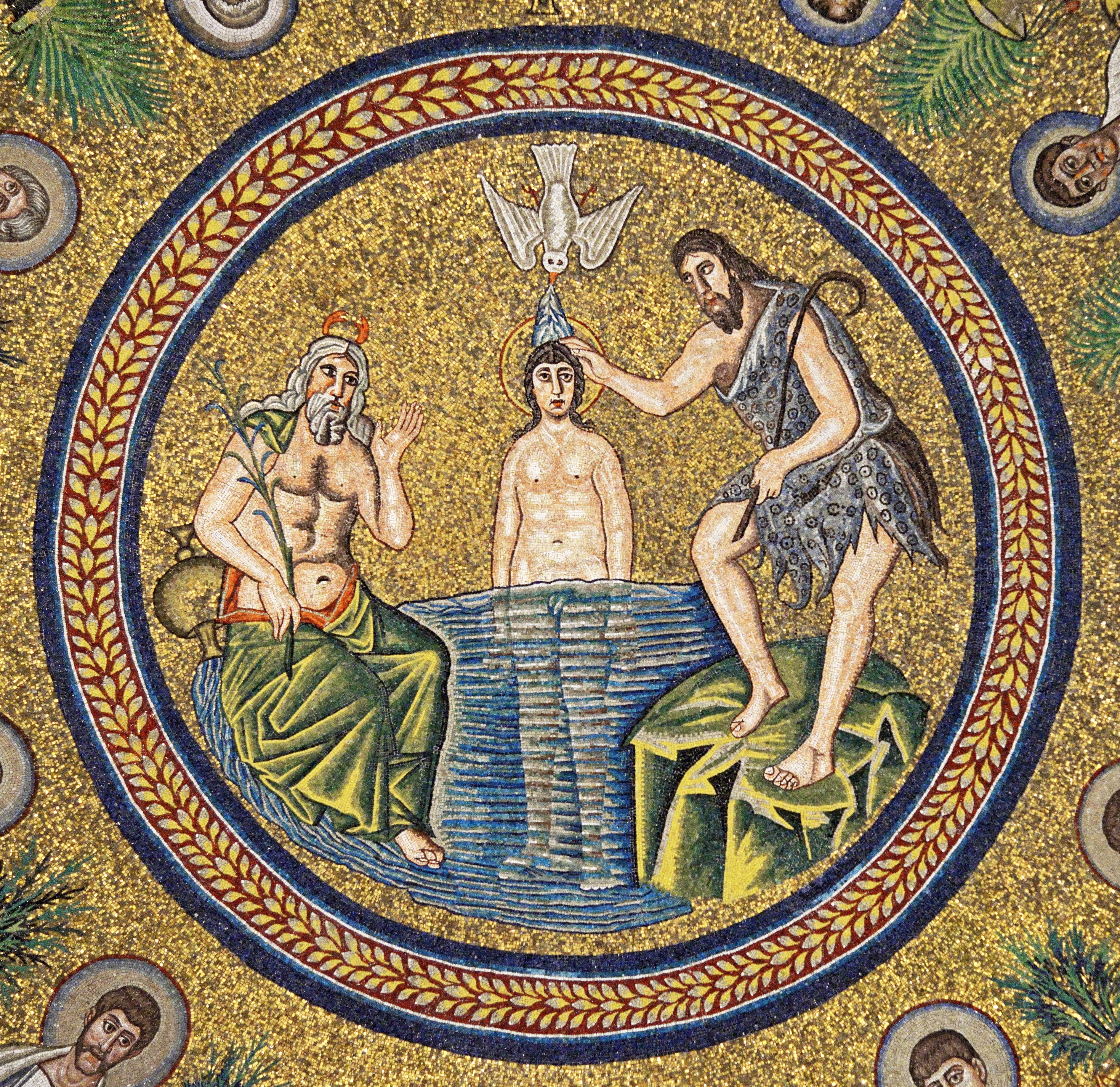
Il mosaico centrale della cupola battistero degli Ariani

Costruito nella prima metà del VI secolo dal re ostrogoto di fede ariana Teodorico il Grande, il battistero era posto nei pressi della chiesa dello Spirito Santo, all'epoca la principale chiesa ariana di Ravenna. Con l'arrivo dei bizantini il battistero fu convertito al culto ortodosso nel 561 e trasformato in oratorio dedicato alla Vergine, pur mantenendo intatte le decorazioni e le simbologie ariane.
Anch'esso a pianta ottagonale è però di dimensioni inferiori rispetto al battistero Neoniano, quindi gli anelli concentrici della cupola sono solo due. Nell'anello più esterno sono rappresentati i dodici apostoli in atto di offrire corone e stoffe divisi da palme, mentre al centro è raffigurato battesimo di Cristo con San Giovanni Battista, la personificazione del Giordano e la colomba dello Spirito Santo. Nella raffigurazione spicca il fondo oro che fa da sfondo a figure figure statiche e ripetitive nell'aspetto, con abiti semplici e volumi appiattiti e calligrafici.

### Cappella Arcivescovile

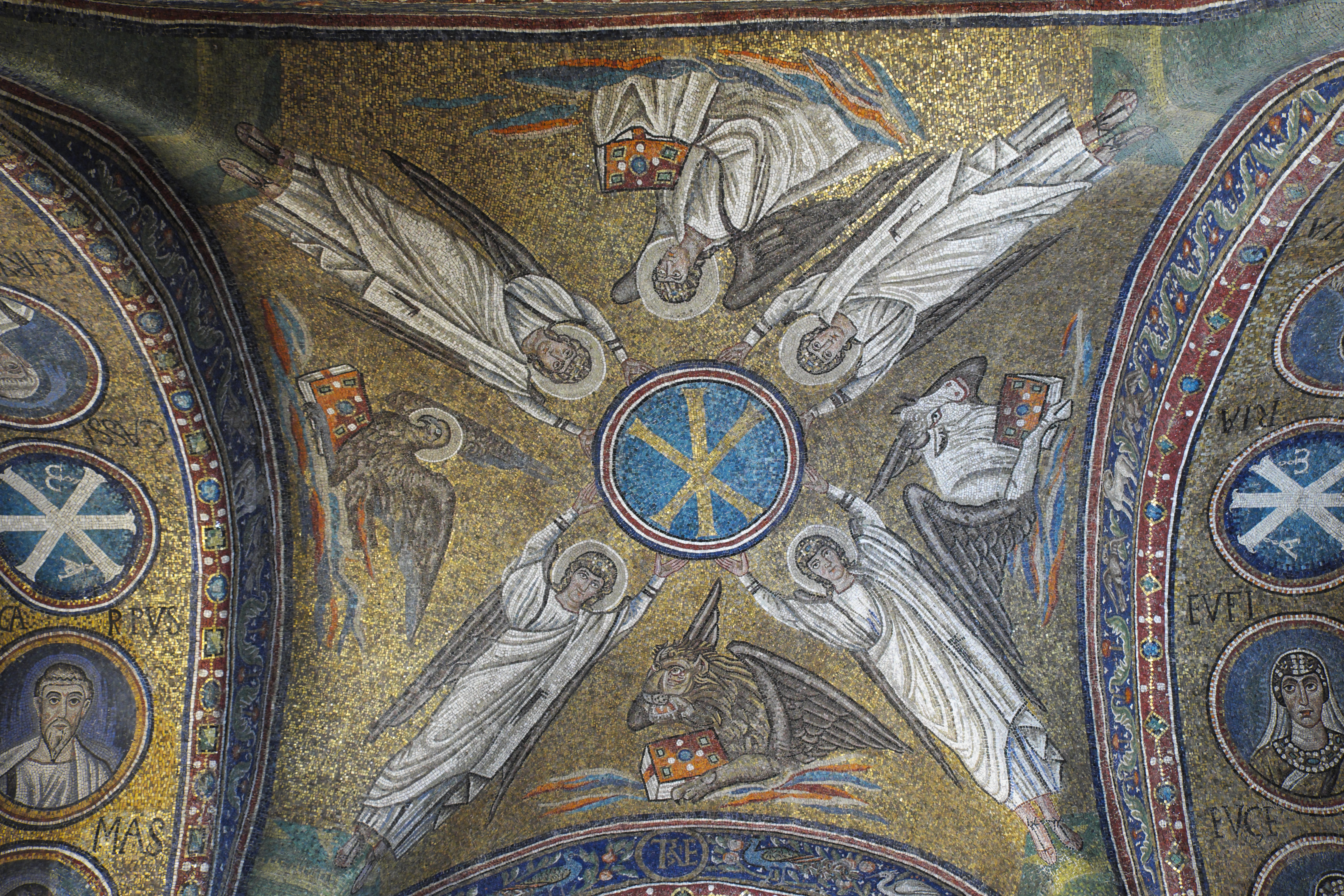
Mosaici sul soffitto della cappella Arcivescovile

Unico monumento di natura ortodossa ad essere stato costruito durante il regno di Teodorico, la cappella Arcivescovile, conosciuta anche come cappella di Sant'Andrea, è l'antico oratorio dell'episcopio ravennate. Voluta dal Vescovo Pietro II e dedicata a San Pietro Crisologo, arcivescovo di Ravenna dal 433 al 450, fu edificata negli anni a cavallo tra V e il VI secolo.
Con una pianta a croce greca la cappella è dotata di un vestibolo completamente marmoreo nella parte inferiore e ricco di mosaici di in quella superiore. L'opera musiva dell'atrio rappresenta il Cristo guerriero con la croce sulla spalla nell'atto di schiacciare le belve dell'eresia, nella volta a vela spiccano le immagini dei quattro arcangeli che reggono un clipeo con il monogramma di Cristo immersi fra racemi popolati da piccoli uccelli, mentre negli spazi di risulta si collocano i simboli dei quattro evangelisti rappresentati con i loro rispettivi vangeli infine nei sottarchi sono rappresentati busti di Cristo, di sei santi (a destra) e sei sante (a sinistra) dell'età dei martiri.

### Basilica di Sant'Apollinare Nuovo

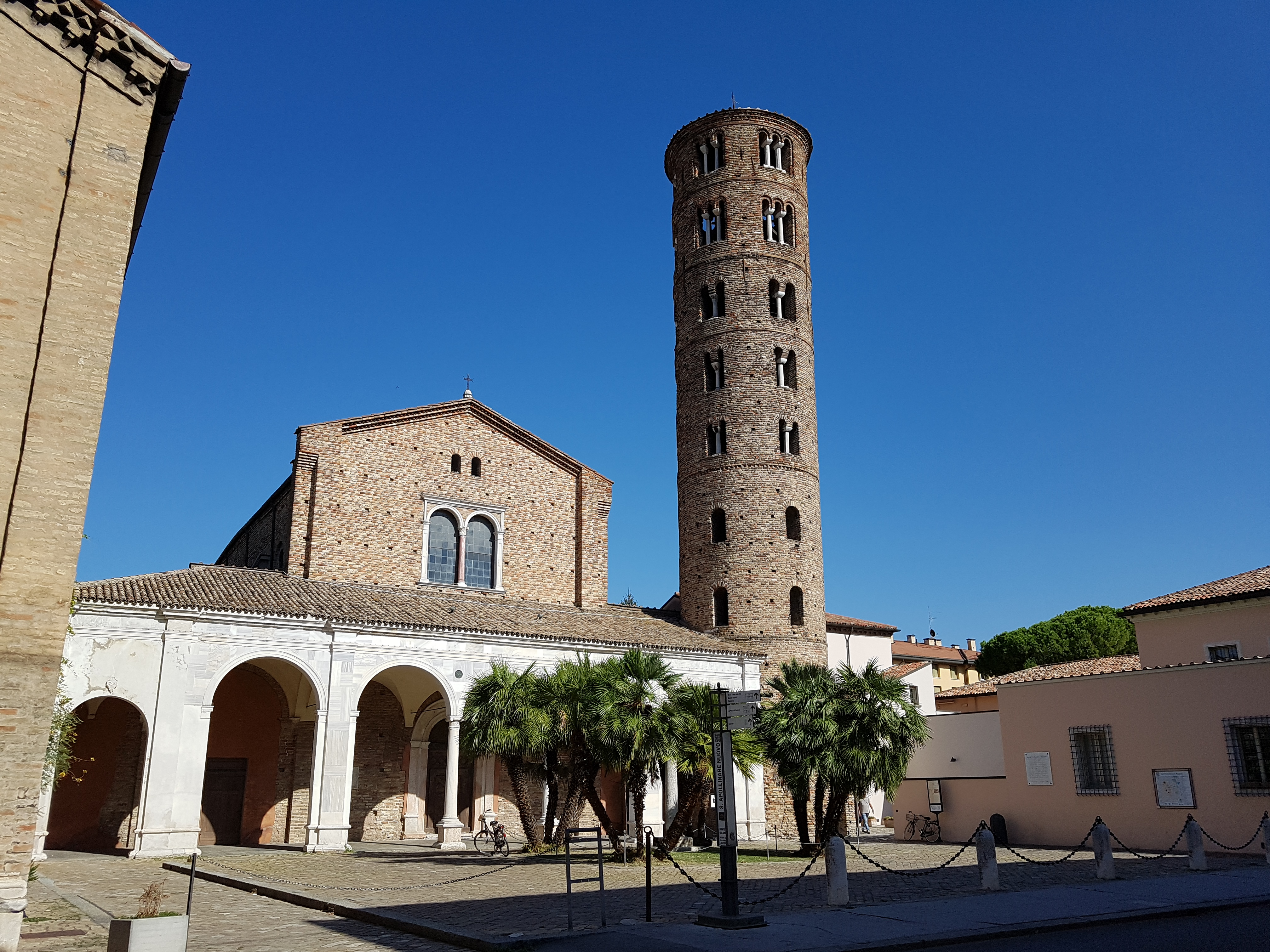
La basilica di Sant'Apollinare Nuovo

Per quanto riguarda la chiesa di Sant'Apollinare Nuovo il vescovo Agnello la fece ridecorare verso il 560-570 riconciliandola al culto cattolico, epurando le immagini o ricostruendole ex novo. Fu in questo periodo che vennero cancellati i personaggi nella fascia inferiore della chiesa (nel Palatium e nel porto di Classe) e che vennero aggiunte le famose teorie di Sante Vergini e Santi Martiri: le prime si trovano a sinistra guardando verso l'altare e sono guidate dai Re Magi verso la Madonna col Bambino; i secondi, a destra, procedono verso il Cristo in trono guidati da angeli.
Lo stile dei mosaici è ulteriormente evoluto verso una maggiore solennità e statica ieraticità, in linea con la coeva arte bizantina, con la ripetizione dei motivi (della decorazione e delle figure stesse) in un abbacinante fondo oro. Gli abiti sono ricchi ma tutti uguali, sagomati sul fondo.

### Mausoleo di Teodorico

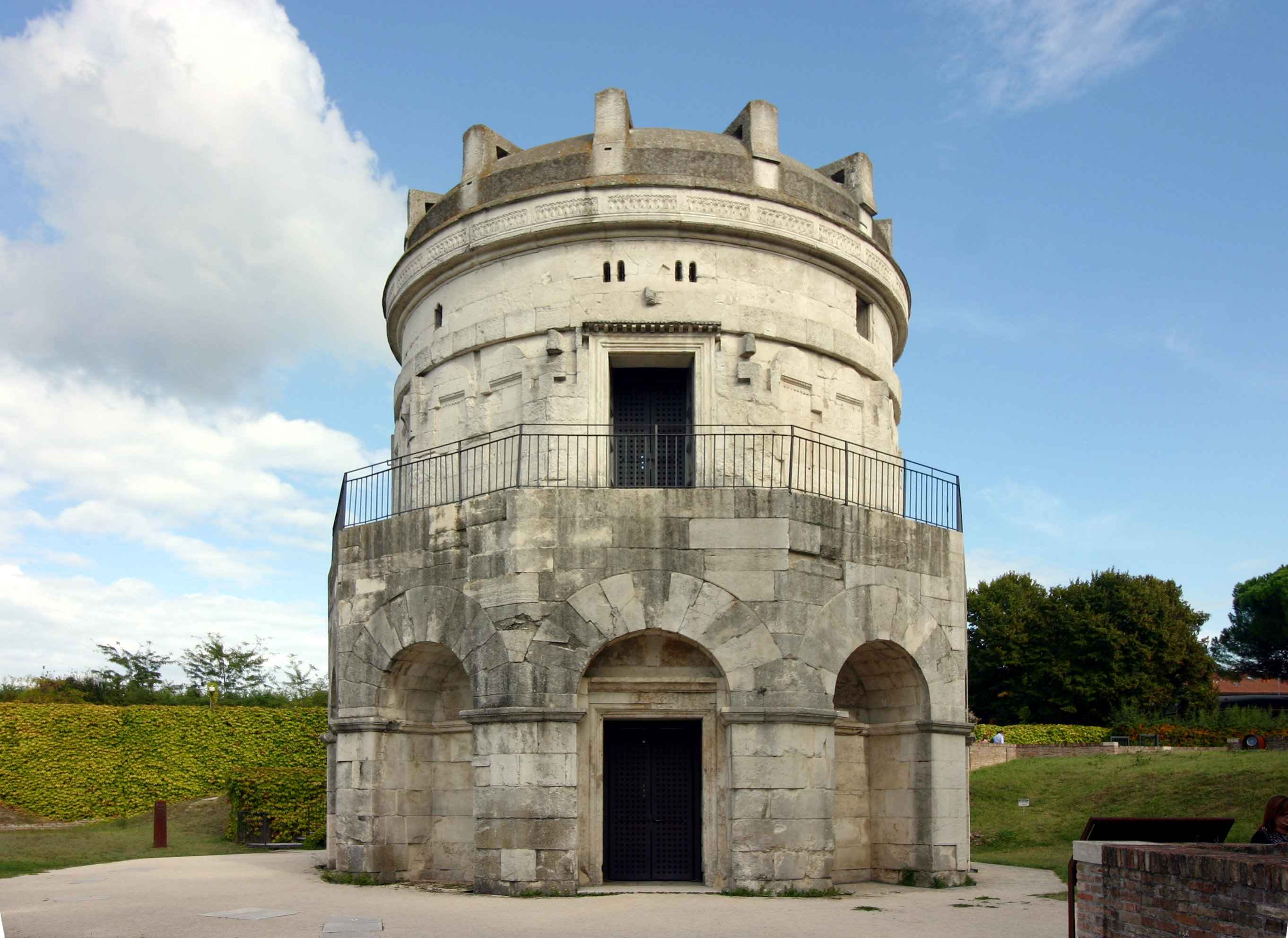
Il mausoleo di Teodorico

Fuori dalla città, presso la necropoli riservata ai Goti, Teodorico fece erigere verso il 520 il proprio mausoleo, che si trova ancora oggi isolato nell'immediata vicinanza del centro di Ravenna. Innanzitutto si distingueva da tutte le altre architetture di Ravenna per il fatto di non essere costruito in mattoni, ma con blocchi di pietra d'Istria. È a pianta centrale, riprendendo la tipologia di altri mausolei romani, ed è caratterizzato da due ordini: il primo è esternamente decagonale con nicchie su ciascun lato, coperte da solidi archi a tutto sesto, mentre all'interno è cruciforme; il secondo è più piccolo e anticamente era circondato da un deambulatorio, del quale restano solo tracce nell'attaccatura di archi alla parete, ed è a forma decagonale in esterno e circolare all'interno, dove era collocato il sarcofago con le spoglie di Teodorico.
Le caratteristiche più sorprendenti dell'edificio sono costituite dal soffitto, dove è presente un enorme unico monolite a forma di calotta, trasportato per mare ed issato sull'edificio con dodici anse, e dove si trova una fascia decorativa con un motivo "a tenaglia", l'unica testimonianza a Ravenna di una decorazione desunta dall'oreficeria barbarica piuttosto che dal repertorio romano/bizantino.

### Basilica di San Vitale

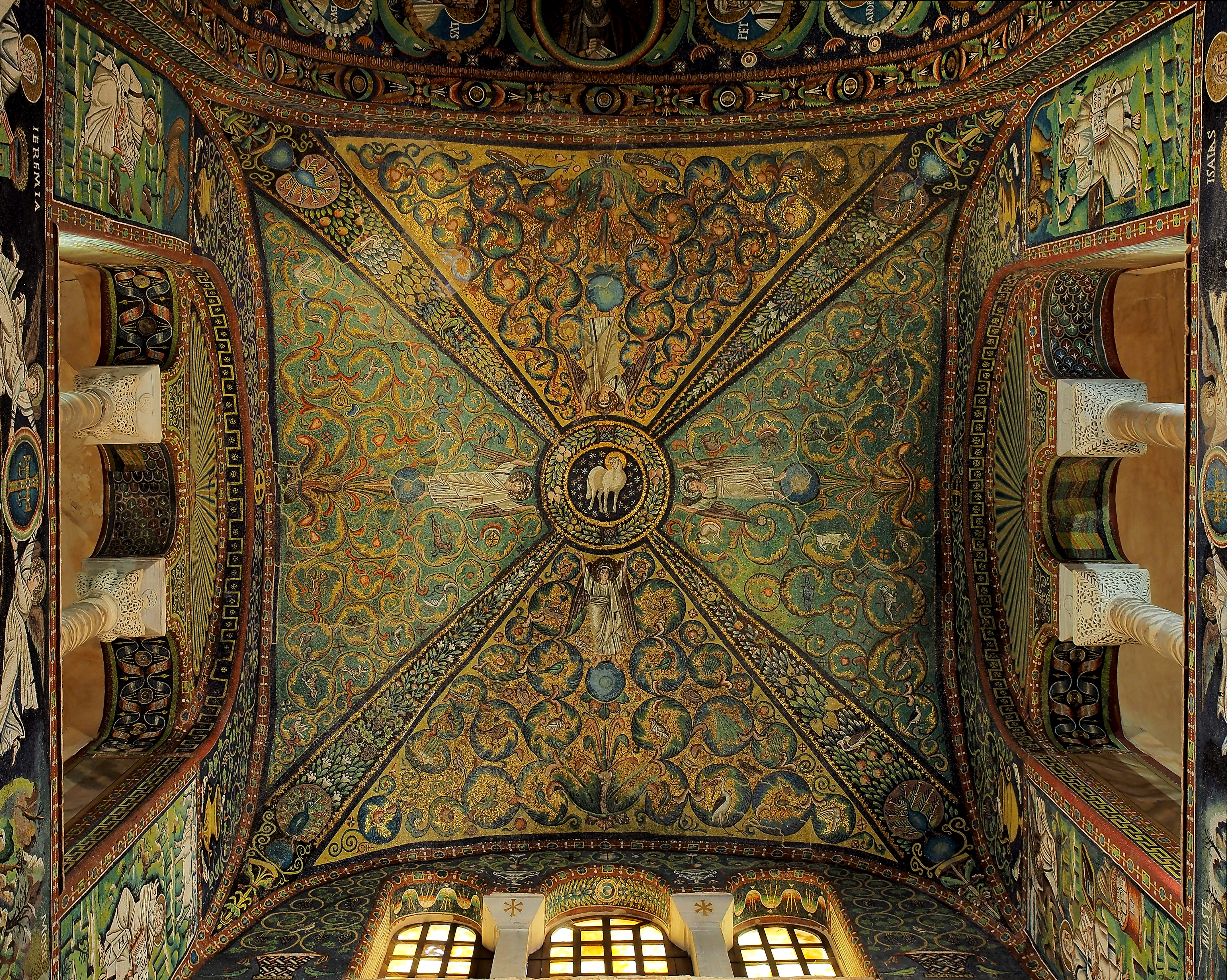
Mosaici della basilica di San Vitale

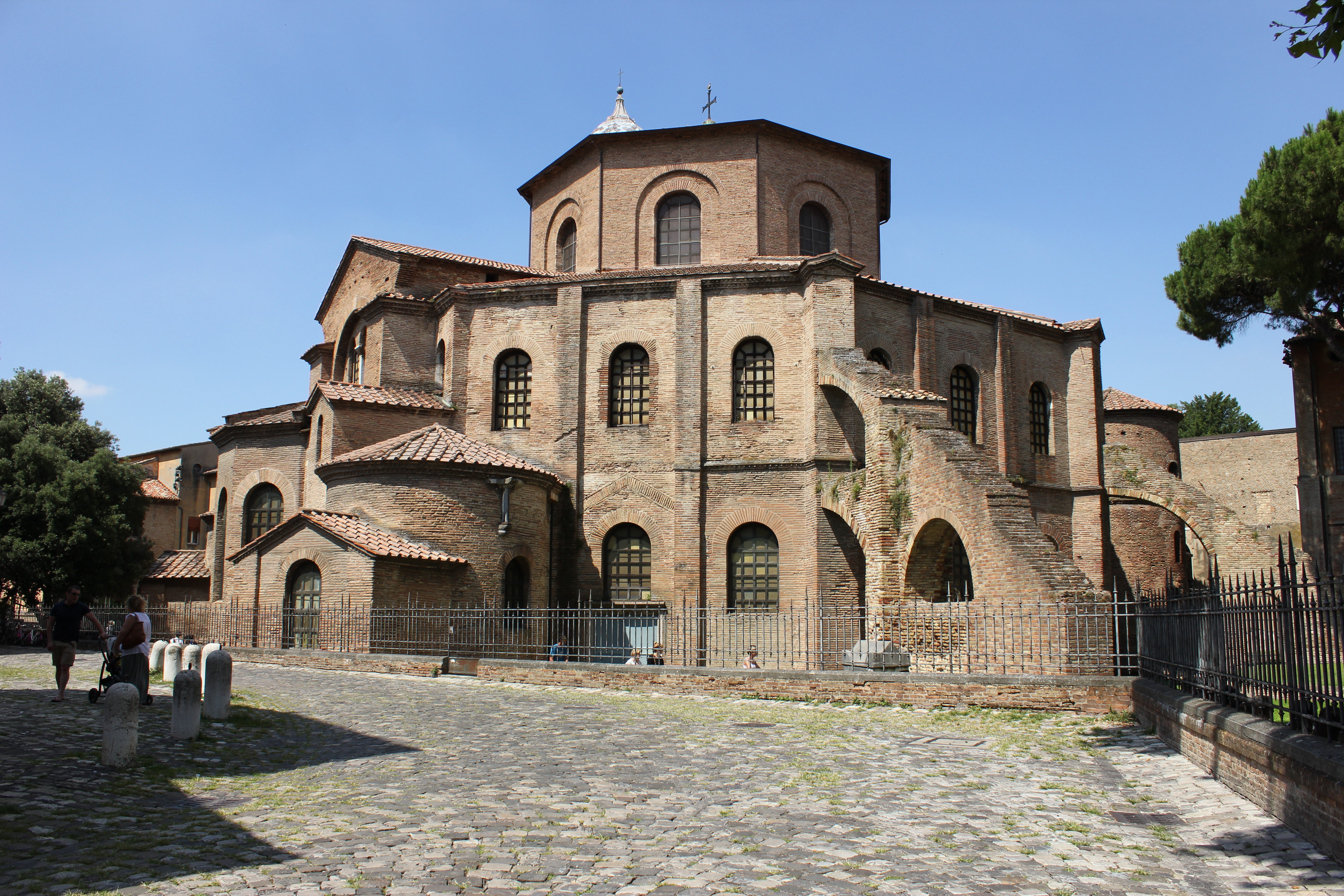
La basilica di San Vitale

Il più importante cantiere dell'epoca bizantina fu la Basilica di San Vitale, realizzata a partire da quando Teodorico era ancora in vita tra il 522 e il 547, nella zona nord-est della città, vicino al complesso monumentale che comprendeva anche il Mausoleo di Galla Placidia.
Iniziata forse all'epoca del vescovo Ecclesio, fu terminata da Massimiano, grazie anche alla cospicua donazione del banchiere Giuliano l'Argentario che offrì 26.000 soldi (per questo venne rappresentato in un mosaico accanto all'imperatore Giustiniano).
La chiesa segnò un distacco dalle tipiche basiliche longitudinali di Ravenna e, nella pianta a base centrale (in questo caso ottagonale), ricorda la chiesa dei Santi Sergio e Bacco a Costantinopoli, di pochi anni anteriore, o altri coevi martyria.
L'interno della chiesa presenta un deambulatorio che gira attorno a un nucleo centrale a pianta circolare, con pilastri e colonne su due ordini (al pian terreno e sul matroneo). La cupola con tamburo è di elevazione maggiore alle simili chiese orientali.
L'interno è famoso per i celeberrimi mosaici, ma è pregevole anche la decorazione a marmi policromi e stucchi, i capitelli scolpiti a Bisanzio con una ricca decorazione a traforo e corredati di pulvino con figure zoomorfe e la Croce. Le balaustre del matroneo sono traforate finemente. Lo sfarzo, sottolineato dalla particolare pianta che necessita di essere percorsa per fare esperienza degli innumerevoli scorci, crea un effetto di sfavillio che sembra annullare il peso della costruzione in una dimensione quasi soprannaturale. Ciò fu tipico della corte imperiale bizantina, mentre altri elementi, come la cupola alleggerita da tubi fittili, sono frutto delle esperienze italiane, per cui si presume che alla basilica lavorarono maestranze sia locali che venute da oriente.
Il punto focale è situato nell'abside, dove due angeli a mosaico reggono il simbolo della croce. I mosaici più famosi sono collocati ai lati dell'altare e presentano i due celebri pannelli in posizione speculare dell'Imperatore Giustiniano e di Teodora circondati dalle rispettive corti in tutto lo sfarzo che richiedeva il loro status politico e religioso. Le figure sono ritratte formalmente, secondo una rigida gerarchia di corte, con al centro gli augusti, circondati da dignitari e da guardie. Accanto a Giustiniano è presente il primo arcivescovo di Ravenna, Massimiano, l'unico segnato da iscrizione, per cui può darsi che fosse anche il sovrintendente dei lavori. La fissità ieratica di Giustiniano e Teodora rispecchia il cesaropapismo bizantino.
I corpi sono assolutamente bidimensionali e stereotipati, e solo nei volti regali si nota uno sforzo verso il realismo, nonostante l'idealizzato ruolo semidivino sottolineato dalle aureole. Non esiste prospettiva spaziale, tanto che i vari personaggi sono su un unico piano, hanno gli orli delle vesti piatti e sembrano pestarsi i piedi l'un con l'altro.
Altri due pannelli più in alto, con il Sacrificio di Abramo e il Vescovo Ecclesio che dona un modello della basilica, risalgono invece al periodo ostrogoto e mostrano ancora una certa consapevolezza spaziale.

### Basilica di Sant'Apollinare in Classe

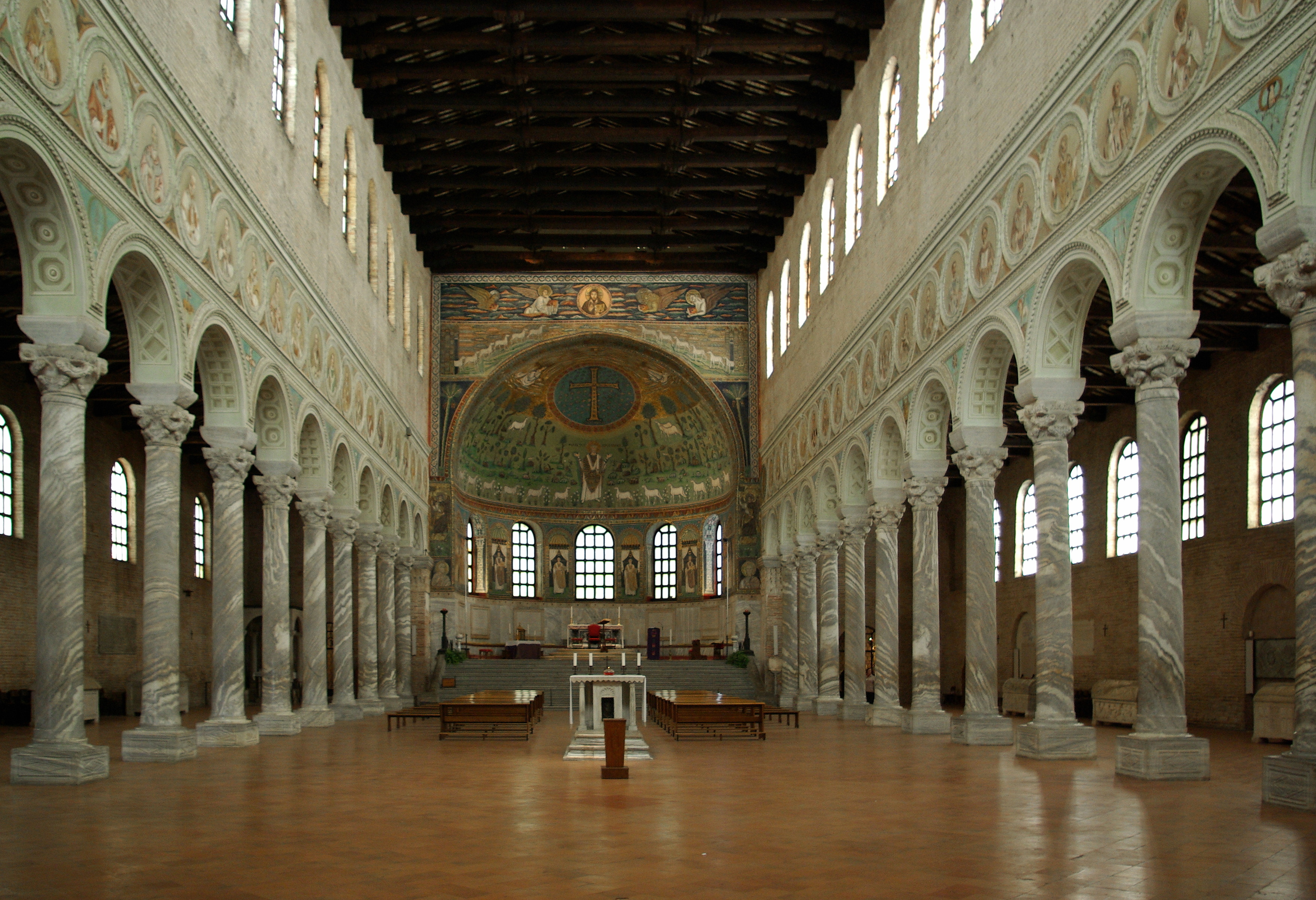
La navata centrale della basilica di Sant'Apollinare in Classe

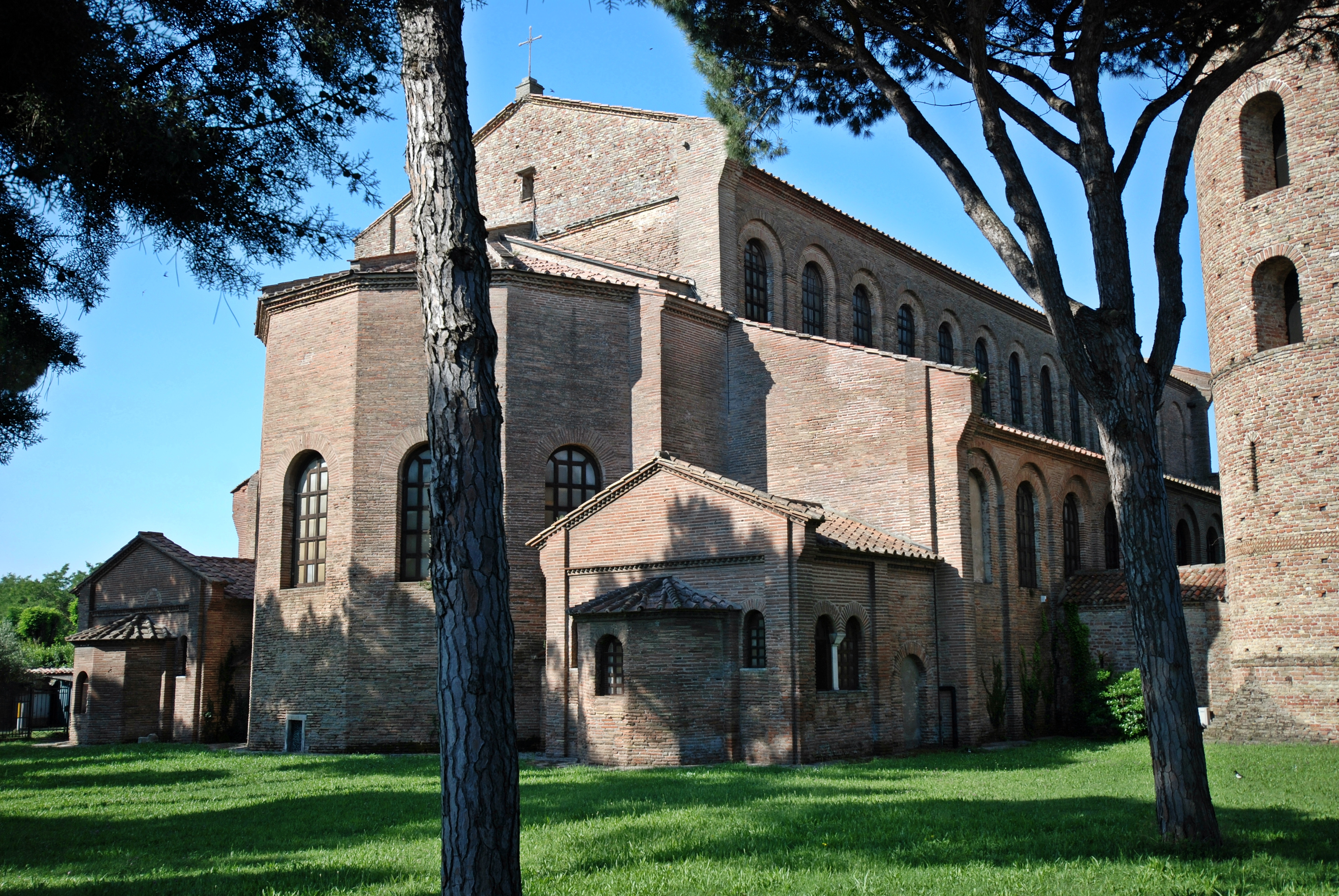
L'abside della basilica di Sant'Apollinare in Classe

Sempre il vescovo Massimiano consacrò nel 547 una basilica vicino all'antico porto di Classe, chiamata Sant'Apollinare in Classe. La pianta è tipica delle basiliche longitudinali paleocristiane, e della ricca decorazione a mosaico si è salvato solo il catino absidale.
In questi mosaici, che rappresentano l'ultimo stadio dell'arte ravennate, si vede come il simbolo ha ormai preso il sopravvento sulla rappresentazione naturalistica nel trattamento del tema del evangelico della Trasfigurazione sul Monte Tabor. Al centro Sanctus Apolenaris, sontuosamente abbigliato col pallio vescovile e la stola, tiene le braccia alzate verso la gigantesca croce gemmata che domina la rappresentazione all'interno di un cerchio in un campo azzurro cosparso di stelle. Dodici pecorelle, esattamente uguali e piatte rappresentano i fedeli della diocesi ravennate e riempiono la fascia più bassa. In un prato ricco di elementi vegetali e minerali in stile calligrafico e senza un qualsiasi rimpicciolimento prospettico, si trovano altre tre pecorelle (una a sinistra e due a destra) che guardano alla croce, mentre in cielo appaiono da nuvole Mosè ed Elia, oltre alla mano divina in alto.
La scelta del tema è strettamente legata alla lotta all'arianesimo, poiché ribadisce la natura umana e divina di Gesù Cristo, quest'ultima negata dagli ariani. Inoltre la rappresentazione di Apollinare tra gli apostoli figurati era una legittimazione per Massimiano come primo arcivescovo di una diocesi direttamente collegata ai primi seguaci di Cristo, essendo Apollinare, secondo la leggenda, discepolo di San Pietro.
Restauri hanno permesso di scoprire una sinopia al di sotto dei mosaici, scoprendo come il tema decorativo, già con fiori, frutta e coppe con uccelli, venne completamente cambiato proprio in occasione della necessità di celebrare il raggiunto rango di arcidiocesi.